# 克羅諾比

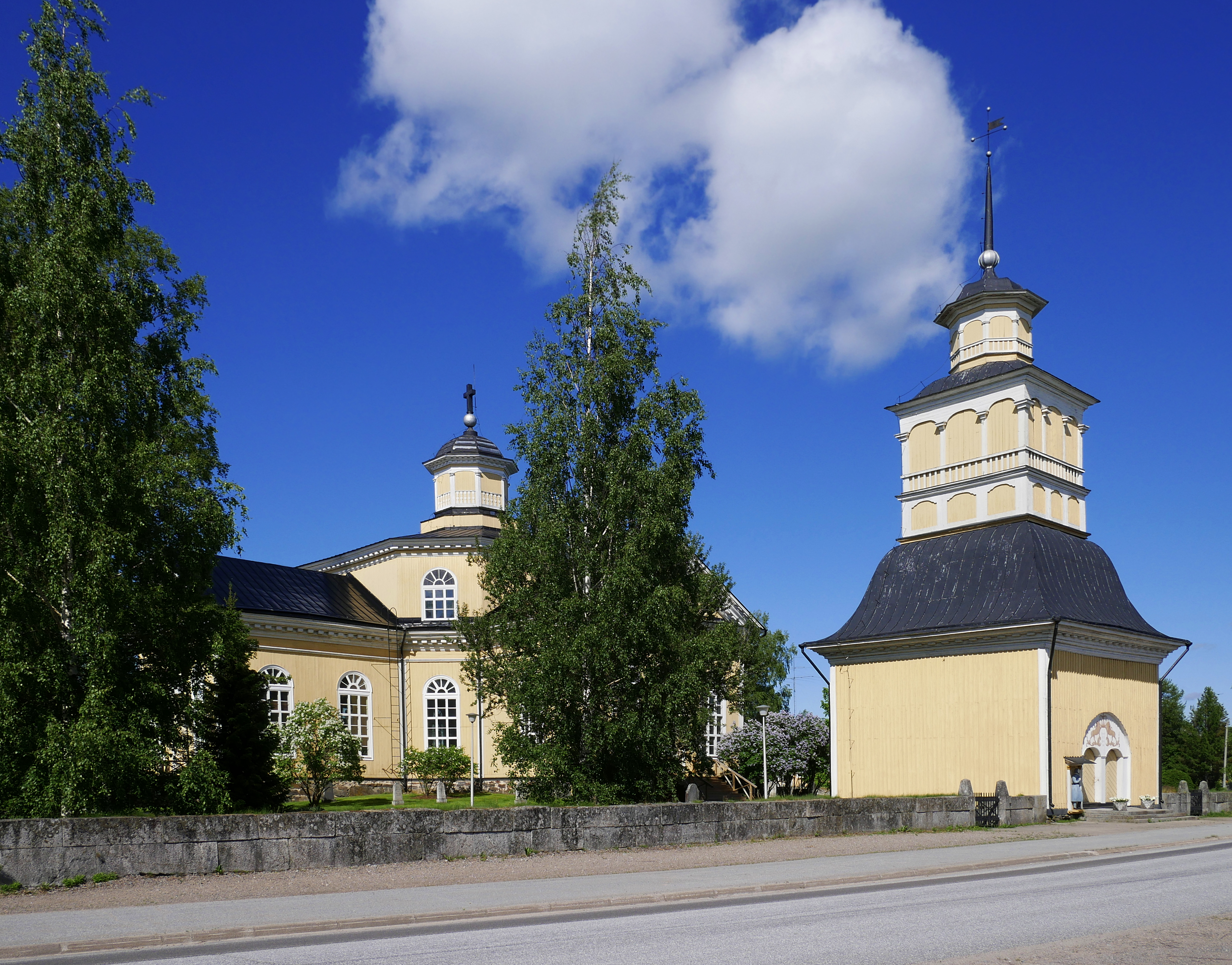
克鲁努比教堂

克羅諾比（瑞典語：Kronoby）是芬蘭博滕區的市鎮，位於該國西部波的尼亞灣沿岸，始建於1607年，面積753平方公里，2013年人口6,668，人口密度為每平方公里9.36人。

## 外部連結
- 官方网站 （瑞典文） （文）